# Église Sainte-Marguerite de Lucéram
L'église Sainte-Marguerite est une église catholique située en France sur la commune de Lucéram, dans le département des Alpes-Maritimes en région Provence-Alpes-Côte d'Azur.
Elle fait l'objet d'un classement au titre des monuments historiques depuis le 21 septembre 1983.

## Localisation
L'église est située dans le département français des Alpes-Maritimes, sur la commune de Lucéram.

## Historique

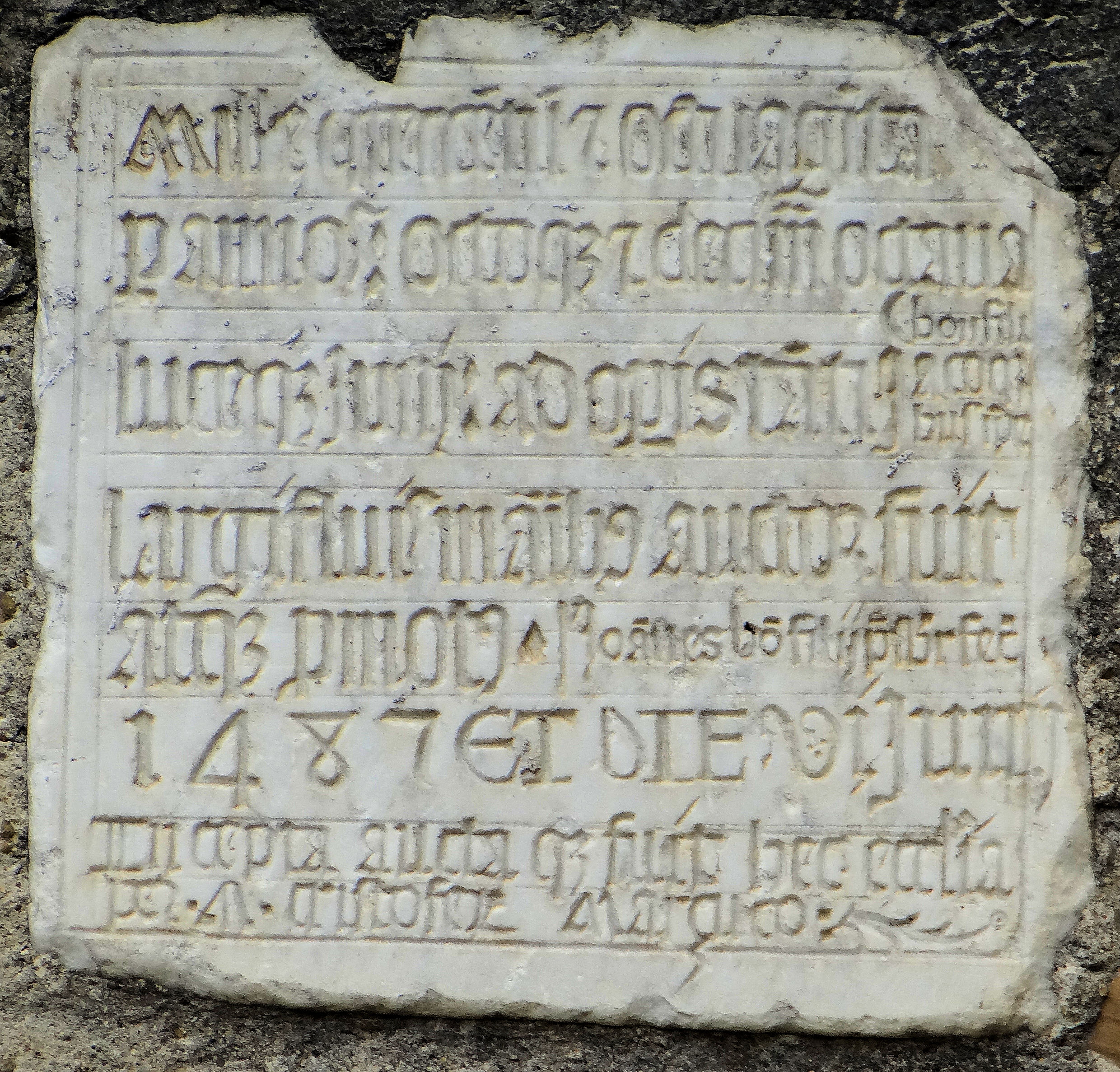
Plaque commémorative encastrée dans le mur nord de l'église.

Une plaque en marbre encastrée dans le mur nord de l'église donne la date de début de la construction de l'église dans un latin difficile à lire : 1487 die sexto junii incepta aucta que fuithoec ecclesia. Grâce à la générosité de Jacques Bonfils et sous la conduite du prêtre Jean Bonfils débutait les travaux de construction de l'église paroissiale. La porte encastrée dans le mur nord est celle de l'ancien château de Lucéram. L'église a été construite à l'emplacement du château. La construction a duré 36 ans. L'église a été consacrée à sainte Marguerite d'Antioche le 20 juillet 1525 par l'évêque titulaire de Troie (de) (ou de Troade), coadjuteur de l'évêque de Fréjus, religieux carme, Barthélemy Portalenqui ou de Luco.
L'église a été « baroquisée » avec un décor stuqué rococo entre 1723 et 1779.
Le parvis de l'église date de 1926.
L'édifice est classé au titre des monuments historiques en 1983.

## Les retables
L'église possède un ensemble de cinq retables. Un autre retable provenant de cette église est exposé au musée Chéret de Nice, ainsi que des éléments du retable de sainte Marguerite :

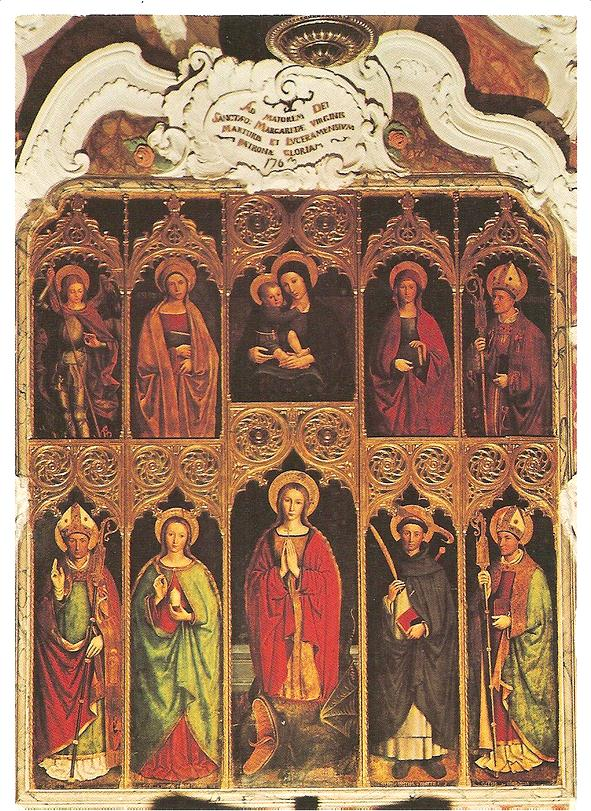
Retable de sainte Marguerite.

### Retable de sainte Marguerite
Ce retable est situé derrière le maître-autel, il est attribué à Louis Bréa et a été peint vers 1498. Il comportait, à l'origine, vingt panneaux avec une predelle, et il fut disloqué en 1775, sa partie centrale étant intégrée dans un cadre aux motifs baroques. Le retable est dédié à sainte Marguerite placée au-dessus du dragon qui l'avait dévorée. Le retable ne comporte plus aujourd'hui que 10 compartiments. 
En partie inférieure :
- Panneau central : sainte Marguerite d'Antioche « issant » du dragon,
- Panneaux latéraux de gauche : Marie-Madeleine et Lazare, premier évêque de Marseille selon la légende,
- Panneaux latéraux de droite : saint Pierre de Vérone et saint Claude.
En partie supérieure :
- Panneau central : Vierge à l'Enfant,
- À droite : une sainte non identifiée, saint Louis de Provence (ou d'Anjou ou de Toulouse),
- À gauche : sainte Marthe et saint Michel.
Les bandes latérales et la prédelle ont été déposées en 1763 au moment de la mise en place du décor baroque de l'église. On peut les voir au musée Chéret de Nice.

### Retable de saint Antoine de Padoue
Il a été attribué à Giovanni Canavesio, peint vers 1492.

### Retable de saint Pierre et saint Paul
Fragment d'un retable attribué à Louis Bréa a été peint vers 1500. Il n'en reste que deux panneaux. Sa restauration a été faite par le laboratoire du Louvre pour découper une peinture qui le recouvrait.

### Retable de saint Bernard de Menthon
Peint vers 1490, ce retable est, probablement, du même atelier.

### Retable de Saint Claude
Classé monument historique, ce retable a été volé dans l'église de Lucéram en 1991. Attribué à François Bréa, il daterait du début du XVIe. Il portait l'inscription suivante :  Nobilis quondam Ambrosii Barralis heredes hoc opus fieri fecerunt 1466 die 18 decembris, mais la date de 1466 doit être lue 1566.

### Retable de saint Jean-Baptiste
Ce retable peint par Jacques Durandi, vers 1450, est exposé aujourd'hui au musée Chéret de Nice.

## Autres tableaux et reliquaire
- Pietà de style baroque du XVIIIe en bois d'olivier peint,
- Pietà du XIII en plâtre et étoffe,
- Statue reliquaire de sainte Rosalie de Palerme, don de Pierre Salerno Barralis, jésuite originaire de Lucéram, en 1626.

## Trésor
Le trésor de l'église est réparti dans deux vitrines :
- statuette en argent du début du XVIe représentant sainte Marguerite « issant » du dragon,
- Vierge d'albâtre du XVIIe,
- trois paires de chandeliers en argent et croix d'autel,
- chandeliers en argent massif du XVIIe.